# Giao hưởng số 104 (Haydn)
Giao hưởng số 104 cung Rê trưởng hay còn gọi là Giao hưởng London là bản giao hưởng cuối cùng trong 12 bản giao hưởng London của nhà soạn nhạc người Áo Joseph Haydn, cũng là bản giao hưởng cuối cùng trong sự nghiệp của nhà soạn nhạc này. Tác phẩm này được sáng tác vào năm 1795. Đây là bản giao hưởng duy nhất trùng tên với chùm các bản giao hưởng. Bản này gồm 4 chương: 
- Chương 1: Adagio-Presto. Chương đầu này được mở đầu với những tiết tấu chậm, bùng lên ở một số khoảnh khắc, sau đó là các tiết tấu nhanh hơn.
- Chương 2: Andante. Chương này là chương chậm như ở nhiều bản giao hưởng khác.
- Chương 3: Menuetto. Đây là chương thể hiện một điệu nhảy của Pháp. Có khi là cả dàn nhạc giao hưởng, có khi là flute thể hiện một mình rồi được các nhạc cụ bộ dây nối tiếp.
- Chương 4: Finale-Spiritoso. Chương kết tiết tấu nhanh, thể hiện niềm lạc quan của tác giả. Dù là chương kết của bản giao hưởng cuối cùng trong đời mình, Haydn vẫn viết nó với tâm trạng vui vẻ thámdaanf trong từng nốt nhạc.